# Theodor Wengler
Theodor Wengler (* 10. April 1933 in Stettin; † 31. Dezember 2023) war ein deutscher Jurist und Historiker. Er arbeitete und veröffentlichte zur Geschichte Pommerns.

## Leben
Theodor Wengler besuchte das Marienstiftsgymnasium in seiner Heimatstadt Stettin und wurde mit diesem gegen Ende des Zweiten Weltkrieges evakuiert. Nach Flucht und Vertreibung machte er 1954 sein Abitur am Eberhard-Ludwigs-Gymnasium Stuttgart und studierte danach Jura in Tübingen, Bonn und Heidelberg. Nach kurzem Dienst als Landesbeamter in Stuttgart ging Wengler in den Bundesdienst. Er arbeitete zunächst ab 1965 im Bundesamt für Wehrtechnik und Beschaffung in Koblenz und dann von 1968 bis zu seinem Ruhestand 1998 im Bundesministerium der Finanzen, zuletzt als Ministerialrat.
Wengler war auch politisch engagiert. Er trat 1950 in die Junge Union und 1951 in die CDU ein. Bei der Bundestagswahl 1965 kandidierte er für seine Partei im Bundestagswahlkreis Ludwigsburg, wurde aber nicht gewählt. Von 1975 bis 1984 war er Mitglied des Stadtrats von Bad Honnef, von 1987 bis 1993 Vorsitzender des CDU-Stadtverbandes Bad Honnef. 
Wengler forschte intensiv zur Geschichte der ehemaligen Provinz Pommern. Im Jahre 2005 wurde er mit der Arbeit Die Finanzwirtschaft des Provinzialverbandes Pommern an der Ernst-Moritz-Arndt Universität Greifswald zum Dr. phil. promoviert.
Wengler war seit 1993 Mitglied der Gesellschaft für pommersche Geschichte, Altertumskunde und Kunst. Er leitete die Bonner Abteilung und war von 2005 bis 2014 stellvertretender Vorsitzender der Gesellschaft. 2017 wurde er Ehrenmitglied der Gesellschaft.

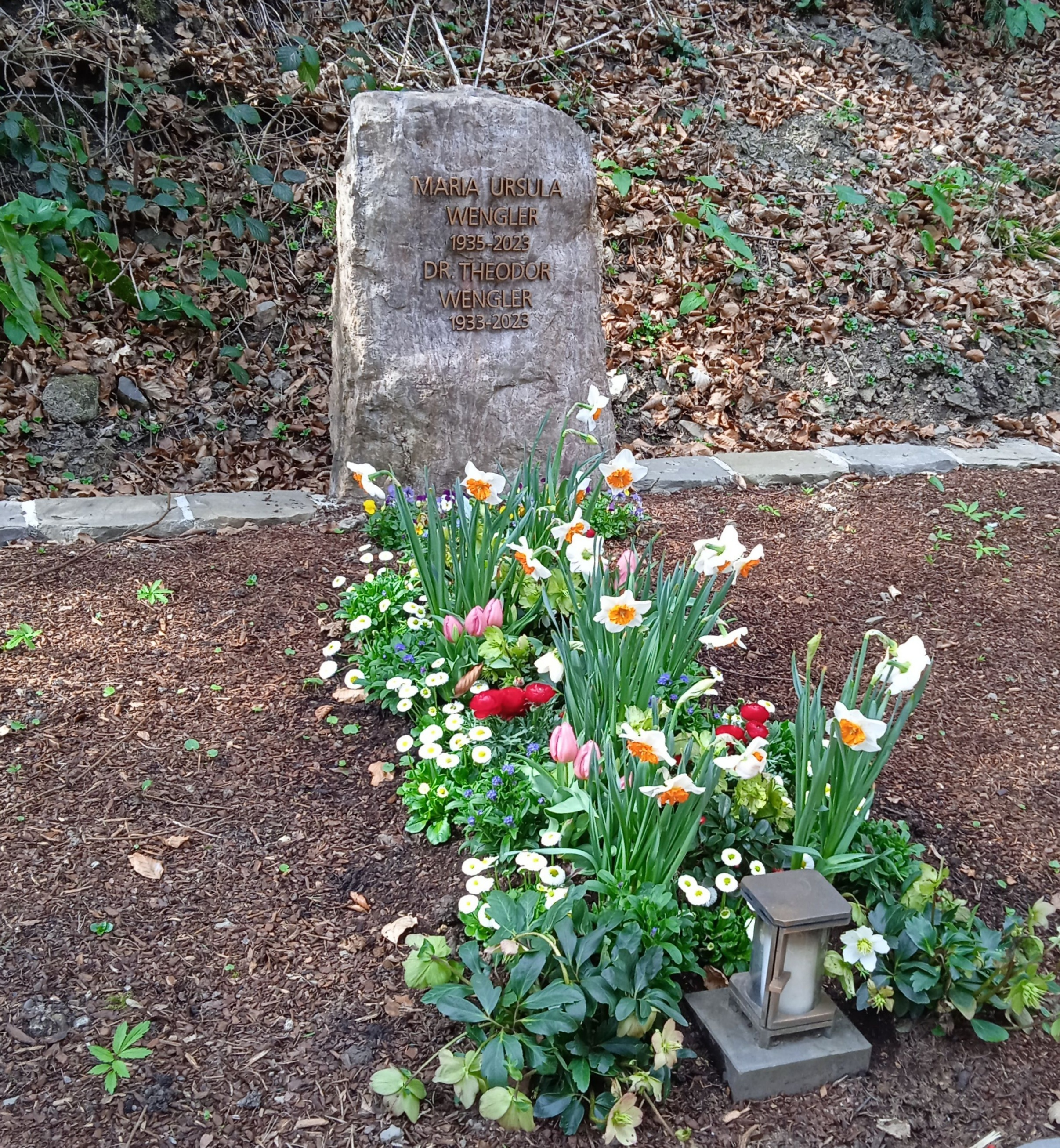
Grab von Theodor Wengler auf dem Rhöndorfer Waldfriedhof

## Schriften
- Die Finanzwirtschaft des Provinzialverbandes Pommern. Bock, Bad Honnef 2005, ISBN 978-3-87066-944-7 (Dissertation).
- Der Provinzialverband Pommern. Verzeichnis der Mitglieder des Provinziallandtages. (= Veröffentlichungen der Historischen Kommission für Pommern. Reihe V, Band 44). Böhlau Verlag, Köln/Weimar/Wien 2008, ISBN 978-3-412-20109-8.